# 月桂葉哈克木
月桂葉哈克木（Hakea laurina，又名kodjet、pin-cushion hakea、emu bush）是一種澳大利亞西南部被廣泛栽培的植物。種加詞源於拉丁文laurus ，以其美麗的葉子之故。植物高度可高達2.5至6米。
花朵是蒼白或雪霜色，有時會被葉子所隱藏，並有鱗片狀花苞，然後才開啟。葉片是簡單，呈現微藍綠色，葉面平坦，無毛邊，葉子的大小不同，6 - 29mm寬，長度可達180mm。

## 外部連接
维基共享资源上的相關多媒體資源：月桂葉哈克木
 維基物種上的相關：月桂葉哈克木